# BWF Super Series Finale 2010
Das BWF Super Series Finale 2010 war das abschließende Turnier der BWF Super Series 2010 im Badminton. Es fand im Hsinchuang Gymnasium in Taipeh vom 5. bis 9. Januar 2011 statt. Das Preisgeld betrug 500.000 US-Dollar.

## Herreneinzel

### Setzliste
1. Lee Chong Wei
2. Chen Long
3. Boonsak Ponsana
4. Peter Gade

### Gruppe A
| Athlet           | Pts | Pld | W | L | SF | SA | PF  | PA  |
| ---------------- | --- | --- | - | - | -- | -- | --- | --- |
| Lee Chong Wei    | 3   | 3   | 3 | 0 | 6  | 0  | 126 | 86  |
| Peter Gade       | 2   | 3   | 2 | 1 | 4  | 3  | 128 | 124 |
| Jan Ø. Jørgensen | 1   | 3   | 1 | 2 | 3  | 4  | 121 | 135 |
| Nguyễn Tiến Minh | 0   | 3   | 0 | 3 | 0  | 6  | 96  | 126 |

| Datum     |                  | Ergebnis |                  | Satz 1 | Satz 2 | Satz 3 |
| --------- | ---------------- | -------- | ---------------- | ------ | ------ | ------ |
| 5. Januar | Lee Chong Wei    | 2–0      | Nguyễn Tiến Minh | 21–12  | 21–17  |        |
| 5. Januar | Peter Gade       | 2–1      | Jan Ø. Jørgensen | 21–11  | 18–21  | 21–16  |
| 6. Januar | Peter Gade       | 2–0      | Nguyễn Tiến Minh | 21–16  | 21–18  |        |
| 6. Januar | Lee Chong Wei    | 2–0      | Jan Ø. Jørgensen | 21–18  | 21–13  |        |
| 7. Januar | Lee Chong Wei    | 2–0      | Peter Gade       | 21–14  | 21–12  |        |
| 7. Januar | Nguyễn Tiến Minh | 0–2      | Jan Ø. Jørgensen | 18–21  | 15–21  |        |

### Gruppe B
| Athlet          | Pts | Pld | W | L | SF | SA | PF | PA  |
| --------------- | --- | --- | - | - | -- | -- | -- | --- |
| Chen Long       | 2   | 2   | 2 | 0 | 4  | 1  | 97 | 75  |
| Boonsak Ponsana | 1   | 2   | 1 | 1 | 2  | 3  | 83 | 93  |
| Du Pengyu       | 0   | 2   | 0 | 2 | 2  | 4  | 98 | 110 |
| Taufik Hidayat  | 0   | 0   | 0 | 0 | 0  | 0  | 0  | 0   |

| Datum     |                 | Ergebnis |                 | Satz 1 | Satz 2 | Satz 3 |
| --------- | --------------- | -------- | --------------- | ------ | ------ | ------ |
| 5. Januar | Boonsak Ponsana | 2–1      | Taufik Hidayat  | 21–18  | 18–21  | 21–7   |
| 5. Januar | Chen Long       | 2–1      | Du Pengyu       | 21–15  | 13–21  | 21–11  |
| 6. Januar | Chen Long       | 2–0r     | Taufik Hidayat  | 21–15  | 14–11r |        |
| 6. Januar | Boonsak Ponsana | 2–1      | Du Pengyu       | 13–21  | 21–11  | 21–19  |
| 7. Januar | Chen Long       | 2–0      | Boonsak Ponsana | 21–11  | 21–17  |        |
| 7. Januar | Taufik Hidayat  | walkover | Du Pengyu       |        |        |        |

### Finale
|  | Halbfinale | Halbfinale      | Halbfinale | Halbfinale | Halbfinale |  |  | Finale | Finale        | Finale | Finale | Finale |
|  |            |                 |            |            |            |  |  |        |               |        |        |        |
|  |            |                 |            |            |            |  |  |        |               |        |        |        |
|  |            | Lee Chong Wei   | 21         | 21         |            |  |  |        |               |        |        |        |
|  |            | Boonsak Ponsana | 17         | 18         |            |  |  |        |               |        |        |        |
|  |            |                 |            |            |            |  |  |        | Lee Chong Wei | 21     | 21     |        |
|  |            |                 |            |            |            |  |  |        | Peter Gade    | 9      | 14     |        |
|  |            | Chen Long       | 19         | 18         |            |  |  |        |               |        |        |        |
|  |            | Peter Gade      | 21         | 21         |            |  |  |        |               |        |        |        |
|  |            |                 |            |            |            |  |  |        |               |        |        |        |

## Dameneinzel

### Setzliste
1. Wang Shixian
2. Wang Yihan
3. Bae Yeon-ju
4. Tine Baun

### Gruppe A
| Athlet           | Pts | Pld | W | L | SF | SA | PF  | PA  |
| ---------------- | --- | --- | - | - | -- | -- | --- | --- |
| Wang Shixian     | 3   | 3   | 3 | 0 | 6  | 0  | 126 | 67  |
| Bae Yeon-ju      | 2   | 3   | 2 | 1 | 4  | 3  | 131 | 120 |
| Salakjit Ponsana | 1   | 3   | 1 | 2 | 3  | 4  | 110 | 124 |
| Yao Jie          | 0   | 3   | 0 | 3 | 0  | 6  | 7   | 126 |

| Datum     |                  | Ergebnis |                  | Satz 1 | Satz 2 | Satz 3 |
| --------- | ---------------- | -------- | ---------------- | ------ | ------ | ------ |
| 5. Januar | Bae Yeon-ju      | 2–1      | Salakjit Ponsana | 19–21  | 21–17  | 21–11  |
| 5. Januar | Wang Shixian     | 2–0      | Yao Jie          | 21–14  | 21–6   |        |
| 6. Januar | Wang Shixian     | 2–0      | Salakjit Ponsana | 21–8   | 21–11  |        |
| 6. Januar | Bae Yeon-ju      | 2–0      | Yao Jie          | 21–16  | 21–13  |        |
| 7. Januar | Wang Shixian     | 2–0      | Bae Yeon-ju      | 21–18  | 21–10  |        |
| 7. Januar | Salakjit Ponsana | 2–0      | Yao Jie          | 21–16  | 21–5   |        |

### Gruppe B
| Athlet           | Pts | Pld | W | L | SF | SA | PF  | PA  |
| ---------------- | --- | --- | - | - | -- | -- | --- | --- |
| Wang Yihan       | 3   | 3   | 3 | 0 | 6  | 1  | 143 | 104 |
| Yip Pui Yin      | 2   | 3   | 2 | 1 | 4  | 2  | 122 | 118 |
| Tine Baun        | 1   | 3   | 1 | 2 | 3  | 4  | 131 | 125 |
| Petya Nedelcheva | 0   | 3   | 0 | 3 | 0  | 6  | 82  | 131 |

| Datum     |             | Ergebnis |                  | Satz 1 | Satz 2 | Satz 3 |
| --------- | ----------- | -------- | ---------------- | ------ | ------ | ------ |
| 5. Januar | Tine Baun   | 0–2      | Yip Pui Yin      | 18–21  | 20–22  |        |
| 5. Januar | Wang Yihan  | 2–0      | Petya Nedelcheva | 21–7   | 21–14  |        |
| 6. Januar | Wang Yihan  | 2–0      | Yip Pui Yin      | 21–15  | 21–17  |        |
| 6. Januar | Tine Baun   | 2–0      | Petya Nedelcheva | 21–6   | 21–17  |        |
| 7. Januar | Wang Yihan  | 2–1      | Tine Baun        | 17–21  | 21–17  | 21–13  |
| 7. Januar | Yip Pui Yin | 2–0      | Petya Nedelcheva | 26–24  | 21–14  |        |

### Finale
|  | Halbfinale | Halbfinale   | Halbfinale | Halbfinale | Halbfinale |  |  | Finale | Finale       | Finale | Finale | Finale |
|  |            |              |            |            |            |  |  |        |              |        |        |        |
|  |            |              |            |            |            |  |  |        |              |        |        |        |
|  |            | Wang Shixian | 21         | 21         |            |  |  |        |              |        |        |        |
|  |            | Yip Pui Yin  | 15         | 14         |            |  |  |        |              |        |        |        |
|  |            |              |            |            |            |  |  |        | Wang Shixian | 21     | 21     |        |
|  |            |              |            |            |            |  |  |        | Bae Yeon-ju  | 13     | 15     |        |
|  |            | Wang Yihan   | 18         | 21         | 16         |  |  |        |              |        |        |        |
|  |            | Bae Yeon-ju  | 21         | 16         | 21         |  |  |        |              |        |        |        |
|  |            |              |            |            |            |  |  |        |              |        |        |        |

## Herrendoppel

### Setzliste
1. Carsten Mogensen / Mathias Boe
2. Ko Sung-hyun / Yoo Yeon-seong
3. Jung Jae-sung / Lee Yong-dae
4. Tan Boon Heong / Koo Kien Keat

### Gruppe A
| Athlet                         | Pts | Pld | W | L | SF | SA | PF  | PA  |
| ------------------------------ | --- | --- | - | - | -- | -- | --- | --- |
| Fu Haifeng / Cai Yun           | 2   | 2   | 2 | 0 | 4  | 1  | 102 | 88  |
| Chai Biao / Zhang Nan          | 1   | 2   | 1 | 1 | 3  | 3  | 116 | 118 |
| Ko Sung-hyun / Yoo Yeon-seong  | 0   | 2   | 0 | 2 | 1  | 4  | 87  | 99  |
| Tan Boon Heong / Koo Kien Keat | 0   | 0   | 0 | 0 | 0  | 0  | 0   | 0   |

| Datum     |                                | Ergebnis |                                | Satz 1 | Satz 2 | Satz 3 |
| --------- | ------------------------------ | -------- | ------------------------------ | ------ | ------ | ------ |
| 5. Januar | Ko Sung-hyun / Yoo Yeon-seong  | 2–0      | Tan Boon Heong / Koo Kien Keat | 21–15  | 22–20  |        |
| 5. Januar | Chai Biao / Zhang Nan          | 1–2      | Fu Haifeng / Cai Yun           | 21–23  | 21–16  | 17–21  |
| 6. Januar | Tan Boon Heong / Koo Kien Keat | 1–2      | Chai Biao / Zhang Nan          | 21–14  | 15–21  | 17–21  |
| 6. Januar | Ko Sung-hyun / Yoo Yeon-seong  | 0–2      | Fu Haifeng / Cai Yun           | 14–21  | 15–21  |        |
| 7. Januar | Ko Sung-hyun / Yoo Yeon-seong  | 1–2      | Chai Biao / Zhang Nan          | 19–21  | 21–15  | 18–21  |
| 7. Januar | Tan Boon Heong / Koo Kien Keat | walkover | Fu Haifeng / Cai Yun           |        |        |        |

### Gruppe B
| Athlet                         | Pts | Pld | W | L | SF | SA | PF | PA |
| ------------------------------ | --- | --- | - | - | -- | -- | -- | -- |
| Jung Jae-sung / Lee Yong-dae   | 2   | 2   | 2 | 0 | 4  | 0  | 84 | 66 |
| Carsten Mogensen / Mathias Boe | 1   | 2   | 1 | 1 | 2  | 2  | 77 | 78 |
| Fang Chieh-min / Lee Sheng-mu  | 0   | 2   | 0 | 2 | 0  | 4  | 69 | 86 |
| Hendra Setiawan / Markis Kido  | 0   | 0   | 0 | 0 | 0  | 0  | 0  | 0  |

| Datum     |                                | Ergebnis |                               | Satz 1 | Satz 2 | Satz 3 |
| --------- | ------------------------------ | -------- | ----------------------------- | ------ | ------ | ------ |
| 5. Januar | Jung Jae-sung / Lee Yong-dae   | 2–0      | Fang Chieh-min / Lee Sheng-mu | 21–16  | 21–17  |        |
| 5. Januar | Carsten Mogensen / Mathias Boe | 2–0      | Hendra Setiawan / Markis Kido | 21–12  | 23–21  |        |
| 6. Januar | Carsten Mogensen / Mathias Boe | 2–0      | Fang Chieh-min / Lee Sheng-mu | 21–15  | 23–21  |        |
| 6. Januar | Jung Jae-sung / Lee Yong-dae   | retired  | Hendra Setiawan / Markis Kido | 8–3    |        |        |
| 7. Januar | Carsten Mogensen / Mathias Boe | 0–2      | Jung Jae-sung / Lee Yong-dae  | 18–21  | 15–21  |        |
| 7. Januar | Fang Chieh-min / Lee Sheng-mu  | walkover | Hendra Setiawan / Markis Kido |        |        |        |

### Finale
|  | Halbfinale | Halbfinale                   | Halbfinale | Halbfinale | Halbfinale |  |  | Finale | Finale                       | Finale | Finale | Finale |
|  |            |                              |            |            |            |  |  |        |                              |        |        |        |
|  |            |                              |            |            |            |  |  |        |                              |        |        |        |
|  |            | Fu Haifeng Cai Yun           | 10         | 21         | 19         |  |  |        |                              |        |        |        |
|  |            | Carsten Mogensen Mathias Boe | 21         | 18         | 21         |  |  |        |                              |        |        |        |
|  |            |                              |            |            |            |  |  |        | Carsten Mogensen Mathias Boe | 21     | 21     |        |
|  |            |                              |            |            |            |  |  |        | Jung Jae-sung Lee Yong-dae   | 17     | 15     |        |
|  |            | Jung Jae-sung Lee Yong-dae   | 21         | 21         |            |  |  |        |                              |        |        |        |
|  |            | Chai Biao Zhang Nan          | 15         | 11         |            |  |  |        |                              |        |        |        |
|  |            |                              |            |            |            |  |  |        |                              |        |        |        |

## Damendoppel

### Setzliste
1. Cheng Wen-hsing / Chien Yu-chin
2. Cheng Shu / Zhao Yunlei
3. Anastasia Russkikh/ Petya Nedelcheva
4. Duanganong Aroonkesorn / Kunchala Voravichitchaikul

### Gruppe A
| Athlet                               | Pts | Pld | W | L | SF | SA | PF  | PA  |
| ------------------------------------ | --- | --- | - | - | -- | -- | --- | --- |
| Cheng Wen-hsing / Chien Yu-chin      | 3   | 3   | 3 | 0 | 6  | 1  | 149 | 111 |
| Miyuki Maeda / Satoko Suetsuna       | 2   | 3   | 2 | 1 | 4  | 2  | 117 | 100 |
| Greysia Polii / Meiliana Jauhari     | 1   | 3   | 1 | 2 | 2  | 4  | 97  | 116 |
| Anastasia Russkikh/ Petya Nedelcheva | 0   | 3   | 0 | 3 | 1  | 6  | 113 | 149 |

| Datum     |                                      | Ergebnis |                                      | Satz 1 | Satz 2 | Satz 3 |
| --------- | ------------------------------------ | -------- | ------------------------------------ | ------ | ------ | ------ |
| 5. Januar | Anastasia Russkikh/ Petya Nedelcheva | 0–2      | Miyuki Maeda / Satoko Suetsuna       | 19–21  | 12–21  |        |
| 5. Januar | Cheng Wen-hsing / Chien Yu-chin      | 2–0      | Greysia Polii / Meiliana Jauhari     | 21–13  | 21–15  |        |
| 6. Januar | Cheng Wen-hsing / Chien Yu-chin      | 2–0      | Miyuki Maeda / Satoko Suetsuna       | 21–15  | 21–18  |        |
| 6. Januar | Anastasia Russkikh/ Petya Nedelcheva | 0–2      | Greysia Polii / Meiliana Jauhari     | 18–21  | 14–21  |        |
| 7. Januar | Cheng Wen-hsing / Chien Yu-chin      | 2–1      | Anastasia Russkikh/ Petya Nedelcheva | 23–25  | 21–13  | 21–12  |
| 7. Januar | Miyuki Maeda / Satoko Suetsuna       | 2–0      | Greysia Polii / Meiliana Jauhari     | 21–12  | 21–15  |        |

### Gruppe B
| Athlet                                              | Pts | Pld | W | L | SF | SA | PF  | PA  |
| --------------------------------------------------- | --- | --- | - | - | -- | -- | --- | --- |
| Wang Xiaoli / Yu Yang                               | 3   | 3   | 3 | 0 | 6  | 1  | 144 | 98  |
| Cheng Shu / Zhao Yunlei                             | 2   | 3   | 2 | 1 | 5  | 2  | 137 | 108 |
| Mizuki Fujii / Reika Kakiiwa                        | 1   | 3   | 1 | 2 | 2  | 4  | 93  | 111 |
| Duanganong Aroonkesorn / Kunchala Voravichitchaikul | 0   | 3   | 0 | 3 | 0  | 6  | 69  | 126 |

| Datum     |                                                     | Ergebnis |                                                     | Satz 1 | Satz 2 | Satz 3 |
| --------- | --------------------------------------------------- | -------- | --------------------------------------------------- | ------ | ------ | ------ |
| 5. Januar | Cheng Shu / Zhao Yunlei                             | 1–2      | Wang Xiaoli / Yu Yang                               | 21–18  | 18–21  | 14–21  |
| 5. Januar | Duanganong Aroonkesorn / Kunchala Voravichitchaikul | 0–2      | Mizuki Fujii / Reika Kakiiwa                        | 13–21  | 14–21  |        |
| 6. Januar | Duanganong Aroonkesorn / Kunchala Voravichitchaikul | 0–2      | Wang Xiaoli / Yu Yang                               | 10–21  | 9–21   |        |
| 6. Januar | Cheng Shu / Zhao Yunlei                             | 2–0      | Mizuki Fujii / Reika Kakiiwa                        | 21–15  | 21–10  |        |
| 7. Januar | Cheng Shu / Zhao Yunlei                             | 2–0      | Duanganong Aroonkesorn / Kunchala Voravichitchaikul | 21–11  | 21–12  |        |
| 7. Januar | Wang Xiaoli / Yu Yang                               | 2–0      | Mizuki Fujii / Reika Kakiiwa                        | 21–14  | 21–12  |        |

### Finale
|  | Halbfinale | Halbfinale                    | Halbfinale | Halbfinale | Halbfinale |  |  | Finale | Finale                | Finale | Finale | Finale |
|  |            |                               |            |            |            |  |  |        |                       |        |        |        |
|  |            |                               |            |            |            |  |  |        |                       |        |        |        |
|  |            | Cheng Wen-hsing Chien Yu-chin | 20         | 19         |            |  |  |        |                       |        |        |        |
|  |            | Cheng Shu Zhao Yunlei         | 22         | 21         |            |  |  |        |                       |        |        |        |
|  |            |                               |            |            |            |  |  |        | Cheng Shu Zhao Yunlei | 7      | 17     |        |
|  |            |                               |            |            |            |  |  |        | Wang Xiaoli Yu Yang   | 21     | 21     |        |
|  |            | Wang Xiaoli Yu Yang           | 21         | 21         |            |  |  |        |                       |        |        |        |
|  |            | Miyuki Maeda Satoko Suetsuna  | 16         | 16         |            |  |  |        |                       |        |        |        |
|  |            |                               |            |            |            |  |  |        |                       |        |        |        |

## Mixed

### Setzliste
1. Thomas Laybourn / Kamilla Rytter Juhl
2. Sudket Prapakamol / Saralee Thungthongkam
3. Robert Mateusiak / Nadieżda Kostiuczyk
4. Zhang Nan / Zhao Yunlei

### Gruppe A
| Athlet                                              | Pts | Pld | W | L | SF | SA | PF  | PA  |
| --------------------------------------------------- | --- | --- | - | - | -- | -- | --- | --- |
| Songphon Anugritayawon / Kunchala Voravichitchaikul | 2   | 2   | 2 | 0 | 4  | 2  | 116 | 109 |
| Zhang Nan / Zhao Yunlei                             | 1   | 2   | 1 | 1 | 3  | 2  | 97  | 89  |
| Nathan Robertson / Jenny Wallwork                   | 0   | 2   | 0 | 2 | 1  | 4  | 83  | 98  |
| Thomas Laybourn / Kamilla Rytter Juhl               | 0   | 0   | 0 | 0 | 0  | 0  | 0   | 0   |

| Datum     |                                                     | Ergebnis |                                                     | Satz 1 | Satz 2 | Satz 3 |
| --------- | --------------------------------------------------- | -------- | --------------------------------------------------- | ------ | ------ | ------ |
| 5. Januar | Zhang Nan / Zhao Yunlei                             | 1–2      | Songphon Anugritayawon / Kunchala Voravichitchaikul | 20–22  | 21–17  | 14–21  |
| 5. Januar | Thomas Laybourn / Kamilla Rytter Juhl               | 2–1      | Nathan Robertson / Jenny Wallwork                   | 21–11  | 18–21  | 21–14  |
| 6. Januar | Thomas Laybourn / Kamilla Rytter Juhl               | walkover | Songphon Anugritayawon / Kunchala Voravichitchaikul |        |        |        |
| 6. Januar | Zhang Nan / Zhao Yunlei                             | 2–0      | Nathan Robertson / Jenny Wallwork                   | 21–15  | 21–14  |        |
| 7. Januar | Thomas Laybourn / Kamilla Rytter Juhl               | walkover | Zhang Nan / Zhao Yunlei                             |        |        |        |
| 7. Januar | Songphon Anugritayawon / Kunchala Voravichitchaikul | 2–1      | Nathan Robertson / Jenny Wallwork                   | 21–16  | 14–21  | 21–17  |

### Gruppe B
| Athlet                                    | Pts | Pld | W | L | SF | SA | PF  | PA  |
| ----------------------------------------- | --- | --- | - | - | -- | -- | --- | --- |
| Ha Jung-eun / Ko Sung-hyun                | 2   | 3   | 2 | 1 | 5  | 2  | 132 | 138 |
| Sudket Prapakamol / Saralee Thungthongkam | 2   | 3   | 2 | 1 | 5  | 3  | 154 | 137 |
| Vita Marissa / Hendra Gunawan             | 2   | 3   | 2 | 1 | 4  | 4  | 163 | 154 |
| Robert Mateusiak / Nadieżda Kostiuczyk    | 0   | 3   | 0 | 3 | 1  | 6  | 127 | 147 |

| Datum     |                                           | Ergebnis |                                        | Satz 1 | Satz 2 | Satz 3 |
| --------- | ----------------------------------------- | -------- | -------------------------------------- | ------ | ------ | ------ |
| 5. Januar | Robert Mateusiak / Nadieżda Kostiuczyk    | 0–2      | Ha Jung-eun / Ko Sung-hyun             | 18–21  | 18–21  |        |
| 5. Januar | Sudket Prapakamol / Saralee Thungthongkam | 1–2      | Vita Marissa / Hendra Gunawan          | 21–16  | 10–21  | 20–22  |
| 6. Januar | Sudket Prapakamol / Saralee Thungthongkam | 2–1      | Ha Jung-eun / Ko Sung-hyun             | 18–21  | 21–13  | 21–10  |
| 6. Januar | Robert Mateusiak / Nadieżda Kostiuczyk    | 1–2      | Vita Marissa / Hendra Gunawan          | 14–21  | 21–17  | 22–24  |
| 7. Januar | Sudket Prapakamol / Saralee Thungthongkam | 2–0      | Robert Mateusiak / Nadieżda Kostiuczyk | 22–20  | 21–14  |        |
| 7. Januar | Ha Jung-eun / Ko Sung-hyun                | 2–0      | Vita Marissa / Hendra Gunawan          | 22–20  | 24–22  |        |

### Finale
|  | Halbfinale | Halbfinale                                        | Halbfinale | Halbfinale | Halbfinale |  |  | Finale | Finale                                  | Finale | Finale | Finale |
|  |            |                                                   |            |            |            |  |  |        |                                         |        |        |        |
|  |            |                                                   |            |            |            |  |  |        |                                         |        |        |        |
|  |            | Songphon Anugritayawon Kunchala Voravichitchaikul | 13         | 16         |            |  |  |        |                                         |        |        |        |
|  |            | Sudket Prapakamol Saralee Thungthongkam           | 21         | 21         |            |  |  |        |                                         |        |        |        |
|  |            |                                                   |            |            |            |  |  |        | Sudket Prapakamol Saralee Thungthongkam | 17     | 12     |        |
|  |            |                                                   |            |            |            |  |  |        | Zhang Nan Zhao Yunlei                   | 21     | 21     |        |
|  |            | Ha Jung-eun Ko Sung-hyun                          | 14         | 19         |            |  |  |        |                                         |        |        |        |
|  |            | Zhang Nan Zhao Yunlei                             | 21         | 21         |            |  |  |        |                                         |        |        |        |
|  |            |                                                   |            |            |            |  |  |        |                                         |        |        |        |